# Chodov (Sokolov)
Chodov (pronúncise "Jodof ") es una ciudad industrial en la República Checa, en la región de Karlovy Vary. Tiene 15.000 habitantes. Desde la Edad Media hasta el año 1945 estuvo habitada por alemanes (el nombre alemán de la ciudad es Chodau). Todos los alemanes fueron deportados a Alemania en 1945 y reemplazados por checos y eslovacos. En Chodov se encuentran 2 iglesias: la iglesia católica de San Lorenzo (diseño barroco del arquitecto checo Kilián Ignác Dientzenhofer, en el altar se encuentra una pintura de Peter Johann Brandl) y la iglesia protestante (de estilo art nouveau) de los Hermanos Checos.
Cerca de la ciudad se encuentran dos fábricas grandes: La fábrica de química en Vřesová y la fábrica Chodos, que produce exprimideros de neumáticas.

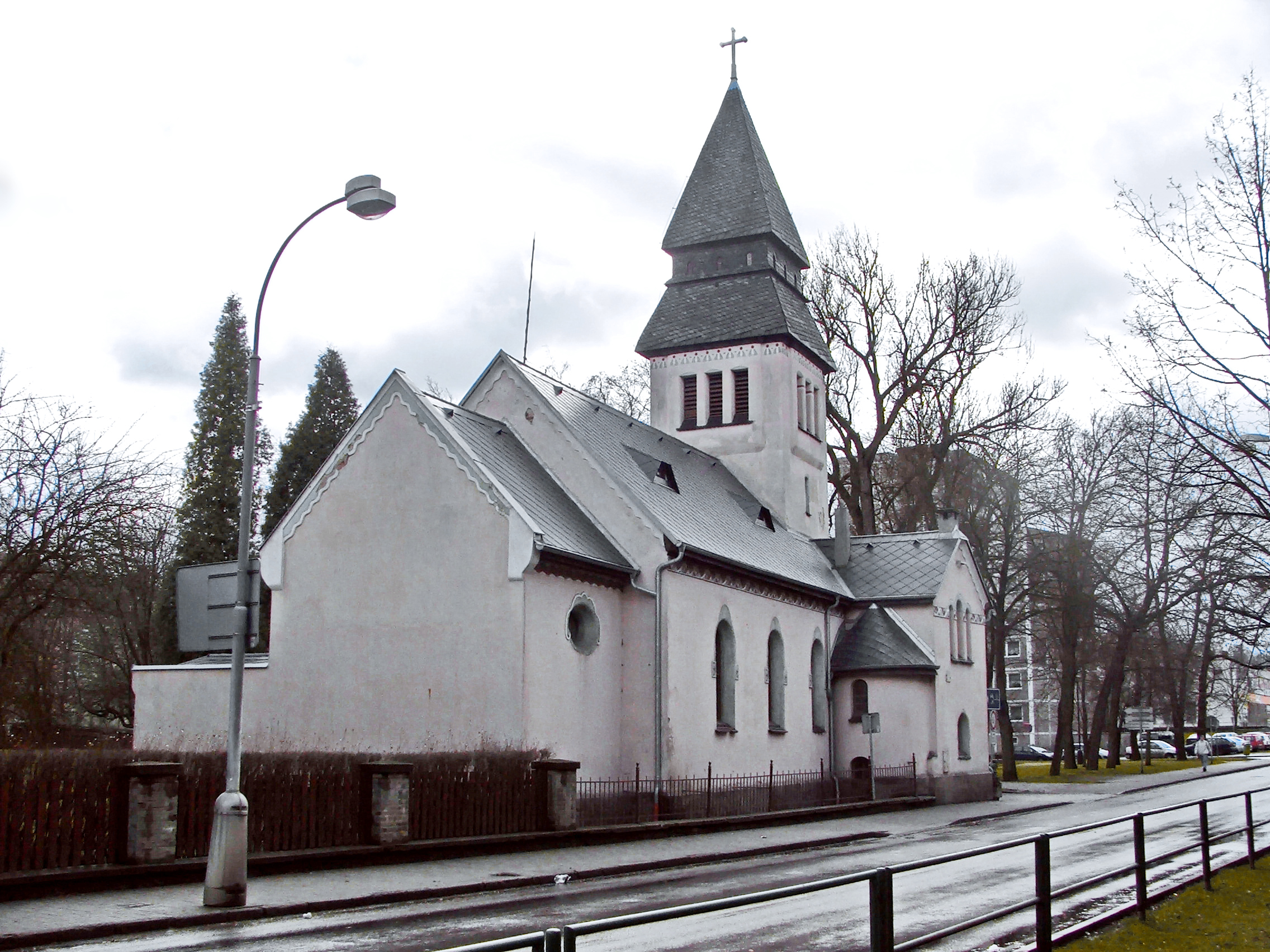
La iglesia de los Hermanos Checos en Chodov

- Datos: Q999937
- Multimedia: Chodov (Sokolov District) / Q999937